# Diplocotes crassicornis
Diplocotes crassicornis is een keversoort uit de familie klopkevers (Ptinidae). De wetenschappelijke naam van de soort werd in 1932 gepubliceerd door Charles Oke.